# Болтушенко Андрій Володимирович
Андрі́й Володи́мирович Болтушенко (нар. 26 травня 1984 — 31 липня 2014) — солдат Збройних сил України, учасник російсько-української війни.

## Життєпис
Народився 1984 року. Закінчив Піщанську ЗОШ. Перед війною вступив до Дніпропетровської будівельної академії, до призову працював у службі безпеки єврейського центру «Менора» в Дніпропетровську.
У часі війни — доброволець, солдат, кулеметник 1-ї роти 1-го батальйону 25-ї Дніпропетровської повітрянодесантної бригади, в/ч А1126 (Гвардійське). З 29 березня 2014-го перебував під Амвросіївкою, брав участь у багатьох операціях.
Під час спроби батальйону 25-ї бригади взяти штурмом місто Шахтарськ загинув внаслідок вчинених бойовиками потужних обстрілів з РСЗВ «Град» позицій силовиків, а також атаки бойовиків із засідки на колону БТР десантників поблизу Шахтарська Донецької області. Снаряд влучив у БТР. Російські бойовики знімали тіла загиблих десантників на відео й фото і потім хизувались у соцмережах. Терористи тимчасово поховали біля недобудованої церкви в парку Шахтарська Артема Джубатканова, Євгена Сердюкова, Олексія Сєдова, Станіслава Трегубчака, Петра Федоряку, Халіна Володимира та, можливо — Володимира Самишкіна. Вважається зниклим старший лейтенант Шатайло Михайло Сергійович — тіло не ідентифіковане.
Вивезли з Шахтарська тільки через два місяці, до того часу був тимчасово похований на околиці Шахтарська місцевими жителями. Рідні упізнали за татуюванням і військовим квитком. Знайшли Андрія з кулеметом у руках. Поховали 17 жовтня в рідному селі Орлівщині Новомосковського району.
Залишились мама, дружина Ганна та донька Богдана, дві сестри, племінники.

## Нагороди та вшанування
- 14 березня 2015 року — за особисту мужність і героїзм, виявлені у захисті державного суверенітету та територіальної цілісності України, вірність військовій присязі під час російсько-української війни, відзначений — нагороджений орденом «За мужність» III ступеня (посмертно)
- Відкрито меморіальну дошку на його честь травнем 2016-го у Піщанській ЗОШ
- Його портрет розміщений на меморіалі «Стіна пам'яті полеглих за Україну» в Києві: секція 2, ряд 10, місце 6
- 2020 року в Піщанській ЗОШ відбулися перші змагання з гирьового спорту честі Андрія Болтушенка
- вшановується на щоденному ранковому церемоніалі вшанування захисників України
- у Піщанці його іменем пойменовано вулицю.